# Liste der Baudenkmäler in Günzach
Auf dieser Seite sind die Baudenkmäler in der schwäbischen Gemeinde Günzach zusammengestellt. Diese Tabelle ist eine Teilliste der Liste der Baudenkmäler in Bayern. Grundlage ist die Bayerische Denkmalliste, die auf Basis des Bayerischen Denkmalschutzgesetzes vom 1. Oktober 1973 erstmals erstellt wurde und seither durch das Bayerische Landesamt für Denkmalpflege geführt wird. Die folgenden Angaben ersetzen nicht die rechtsverbindliche Auskunft der Denkmalschutzbehörde.

## Baudenkmäler nach Ortsteilen

### Günzach
| Lage                                                              | Objekt                                     | Beschreibung | Akten-Nr.             | Bild                                       |
| ----------------------------------------------------------------- | ------------------------------------------ | --- | --------------------- | ------------------------------------------ |
| Aitranger Straße 2, 2 a, 2 c und Nähe Aitranger Straße (Standort) | Ehemaliges Jagdschloss und Brauereigebäude | seit 1803 Schlossbrauerei, zweigeschossige Dreiflügelanlage mit Walmdächern und hofseitigem Mittelrisalit, 1730, klassizierende Putzgliederung um 1900, Inneres mehrfach und besonders prägend im frühen 20. Jahrhundert verändert; mit Ausstattung; nordwestlich Maschinenhaus, dreigeschossiger Massivbau mit Flachsatteldach, 1902; südöstlich zweiflügeliges Ökonomiegebäude mit abgewalmten Satteldächern, ursprünglich als Bauhof errichtet, im Kern 1760, erweitert 1781; katholische Kapelle Hl. Familie, massiver Satteldachbau mit Dachreiter, 1902; mit Ausstattung; Gänsehaus, eingeschossiger Frackdachbau, mit Zwerchhäusern, frühes 20. Jahrhundert. | D-7-77-138-1 Wikidata | Ehemaliges Jagdschloss und Brauereigebäude |
| Hauptstraße 20 (Standort)                                         | Bauernhaus                                 | langer Mitterstallbau mit zweigeschossigem Wohnteil und Hakenschopf, geschnitzte Flugpfette, 2. Hälfte 18. Jahrhundert | D-7-77-138-2 Wikidata | Bauernhaus                                 |

### Albrechts
| Lage                     | Objekt                 | Beschreibung | Akten-Nr.             | Bild                   |
| ------------------------ | ---------------------- | --- | --------------------- | ---------------------- |
| Albrechts 2 a (Standort) | Steildachstadel        | Zugehöriger Steildachstadel, verbretterter Holzbau, 2. Viertel 19. Jahrhundert                                                      | D-7-77-138-4 Wikidata | BW                     |
| Albrechts 3 (Standort)   | Kapelle St. Eustachius | Katholische Kapelle St. Eustachius, kleiner Saalbau mit Dreiseitschluss und Dachreiter mit Spitzhelm, erbaut 1855; mit Ausstattung. | D-7-77-138-5 Wikidata | Kapelle St. Eustachius |

### Autenried
| Lage                     | Objekt              | Beschreibung | Akten-Nr.             | Bild                |
| ------------------------ | ------------------- | --- | --------------------- | ------------------- |
| Autenried 5 (Standort)   | Hausfigur           | Hausfigur, hl. Florian, 2. Hälfte 17. Jahrhundert                                                                                | D-7-77-138-6 Wikidata | BW                  |
| Autenried 5 a (Standort) | Kapelle St. Michael | Katholische Kapelle St. Michael, kleiner Saalbau mit Dreiseitschluss und Dachreiter mit Spitzhelm, erbaut 1856; mit Ausstattung. | D-7-77-138-7 Wikidata | Kapelle St. Michael |

### Immenthal
| Lage                                            | Objekt                    | Beschreibung | Akten-Nr.              | Bild              |
| ----------------------------------------------- | ------------------------- | --- | ---------------------- | ----------------- |
| Allgäustraße 1 (Standort)                       | Gasthaus                  | Ehemaliges Gasthaus, breitgelagerter zweigeschossiger traufständiger Satteldachbau mit schmiedeeisernem Ausleger, bezeichnet 1828. | D-7-77-138-8 Wikidata  | Gasthaus          |
| Allgäustraße 2, 2 a (Standort)                  | Bauernhaus                | Bauernhaus, stattlicher zweigeschossiger Massivbau mit rückseitig abgewalmtem Steilsatteldach und Wiederkehr nach Südwesten, bezeichnet 1838. | D-7-77-138-9 Wikidata  | Bauernhaus        |
| Allgäustraße 8 (Standort)                       | Bauernhaus                | Ehemaliges Bauernhaus, beschnitzte Flugpfette und verputzter Fachwerkgiebel, im Kern Mitte 18. Jahrhundert | D-7-77-138-10 Wikidata | Bauernhaus        |
| An der Kapelle 1 (Standort)                     | Filialkirche St. Wolfgang | Katholische Filialkirche St. Wolfgang, spätgotischer Saalbau mit eingezogenem Chor mit Dreiseitschluss, Mitte 15. Jahrhundert, oktogonaler Dachreiter mit Zwiebelhaube, spätes 17. Jahrhundert mit gleichzeitiger Umgestaltung im Inneren, bezeichnet 1781; mit Ausstattung. | D-7-77-138-12 Wikidata | weitere Bilder    |
| An der Kapelle 4 (Standort)                     | Ehemaliges Zuhaus         | Ehemaliges Zuhaus, erdgeschossiger Massivbau mit Steilsatteldach und biedermeierlicher Haustüre, um 1840/50. | D-7-77-138-11 Wikidata | Ehemaliges Zuhaus |
| Grüntenstraße 8 (Standort)                      | Bauernhaus                | Bauernhaus, Mittertennbau, zweigeschossiger verputzter Ständerbau mit Flachsatteldach, im Kern 1. Hälfte 18. Jahrhundert, Anfang 19. Jahrhundert aufgestockt und erweitert, Tennenbundwerk und freskale Wandmalereien, Anfang 19. Jahrhundert                                | D-7-77-138-14 Wikidata | weitere Bilder    |
| an der Straße nach Sellthüren (Standort)        | Wegkapelle                | Wegkapelle, kleiner Rechteckbau, im Kern wohl 1. Viertel 19. Jahrhundert, 1918 weitgehend erneuert; südlich des Ortes bei der Bahnunterführung an der Straße nach Sellthüren.                                                                                                | D-7-77-138-17 Wikidata | Wegkapelle        |
| an der St 2055 nordöstlich des Ortes (Standort) | Schächerkapelle           | Wegkapelle, sogenannte „Schächerkapelle“, segmentbogig geöffneter Rechteckbau mit Satteldach und Dreiseitschluss, 18. Jahrhundert; mit Ausstattung | D-7-77-138-16 Wikidata | Schächerkapelle   |

### Lang
| Lage              | Objekt     | Beschreibung                                                                      | Akten-Nr.              | Bild       |
| ----------------- | ---------- | --------------------------------------------------------------------------------- | ---------------------- | ---------- |
| Lang 1 (Standort) | Bauernhaus | Ehem. Tenntor mit Sturzbalken, darauf Zimmermeisterinschrift und Jahreszahl 1802. | D-7-77-138-18 Wikidata | Bauernhaus |

### Mittelberg
| Lage                    | Objekt             | Beschreibung | Akten-Nr.              | Bild               |
| ----------------------- | ------------------ | --- | ---------------------- | ------------------ |
| Mittelberg 3 (Standort) | Kapelle St. Joseph | Katholische Kapelle St. Joseph, Massivbau mit Satteldach und eingezogenem Chor mit Dreiseitschluss und offenem Dachreiter, 2. Hälfte 17. Jahrhundert; mit Ausstattung. | D-7-77-138-19 Wikidata | Kapelle St. Joseph |

### Rudwarz
| Lage                 | Objekt     | Beschreibung | Akten-Nr.              | Bild       |
| -------------------- | ---------- | --- | ---------------------- | ---------- |
| Rudwarz 4 (Standort) | Bauernhaus | Bauernhaus, Mittertennbau mit Hakenschopf, Kerbschnitzerei an der Flugpfette und Giebelvorbau, im Kern Ende 18. Jahrhundert, | D-7-77-138-20 Wikidata | Bauernhaus |

### Schobermühle
| Lage                      | Objekt | Beschreibung                                                                                  | Akten-Nr.              | Bild  |
| ------------------------- | ------ | --------------------------------------------------------------------------------------------- | ---------------------- | ----- |
| Schobermühle 1 (Standort) | Mühle  | Mühle, zweigeschossiger Satteldachbau, 1687 errichtet, im 19. Jahrhundert und 1918 verändert. | D-7-77-138-25 Wikidata | Mühle |

### Sellthüren
| Lage                     | Objekt             | Beschreibung | Akten-Nr.              | Bild           |
| ------------------------ | ------------------ | --- | ---------------------- | -------------- |
| Sellthüren 12 (Standort) | Kapelle St. Magnus | Langgestreckter Saalbau mit eingezogenem Chor mit Dreiseitschluss und Dachreiter mit Zwiebelhaube, erbaut vor 1679; mit Ausstattung. | D-7-77-138-22 Wikidata | weitere Bilder |

### Upratsberg
| Lage                      | Objekt                     | Beschreibung | Akten-Nr.              | Bild                       |
| ------------------------- | -------------------------- | --- | ---------------------- | -------------------------- |
| Upratsberg 1 a (Standort) | Kapelle St. Peter und Paul | Katholische Kapelle St. Peter und Paul, kleiner Rechteckbau mit knapp eingezogener Halbrundapsis, bezeichnet 1790; mit Ausstattung. | D-7-77-138-24 Wikidata | Kapelle St. Peter und Paul |

## Ehemalige Baudenkmäler
In diesem Abschnitt sind Objekte aufgeführt, die früher einmal in der Denkmalliste eingetragen waren, jetzt aber nicht mehr. Objekte, die in anderem Zusammenhang also z. B. als Teil eines Baudenkmals weiter eingetragen sind, sollen hier nicht aufgeführt werden. Aktennummern in diesem Abschnitt sind ehemalige, jetzt nicht mehr gültige Aktennummern.

| Lage                                  | Objekt     | Beschreibung                                                                    | Akten-Nr.              | Bild |
| ------------------------------------- | ---------- | ------------------------------------------------------------------------------- | ---------------------- | ---- |
| Immenthal Grüntenstraße 10 (Standort) | Bauernhaus | Bauernhaus, mit Tennenbundwerk und Bauinschrift „1814“ am Sturzbalken, erneuert | D-7-77-138-15 Wikidata | BW   |